# Carl Friedrich von Weizsäcker
Carl Friedrich von Weizsäcker (Kiel, 28. lipnja 1912. – Starnberg, 28. travnja 2007.), njemački fizičar i filozof. 

## Životopis
Rodio se je u Kielu 1912. godine. Iz ugledne je obitelji von Weizsäcker koja je dala mnoge poznate osobe. Studirao fiziku, matematiku i astronomiju u Berlinu, Göttingenu i Leipzigu (od 1929. do 1933.), doktorirao (1933.) na Sveučilištu u Leipzigu. Radio je na projektu izrade njemačkog nuklearnog oružja (Uranprojekt, od 1939. do 1942.), bio je profesor teorijske fizike Sveučilišta u Strasbourgu (od 1942. do 1945.). Zarobljen je i odveden u Ujedinjeno Kraljevstvo (1945.), a vratio se u Njemačku (1946.). Bio je direktor Odjela za teorijsku fiziku Instituta Max Planck za fiziku u Göttingenu (od 1946. do 1957.), profesor filozofije na Sveučilištu u Hamburgu (od 1957. do 1969.), predstojnik Instituta Max Planck za istraživanje uvjeta života u modernom svijetu, u Starnbergu (od 1970. do 1980.). Od 1950-ih zagovarao je potrebu buđenja svijesti o odgovornosti znanstvenika za svoj rad. S indijskim mistikom i društvenim reformatorom Gopijem Krishnom (1903. – 1984.), von Weizsäcker je utemeljio 1970-ih istraživačku zakladu "za zapadnjačku znanost i istočnjačku mudrost". Von Weizsäcker je bio zagovornik kršćanskog pacifizma, te potrebe dijaloga religije i znanosti. 
Jedan je od pionira nuklearne fizike; njegovi se temeljni prilozi odnose na energiju vezanja u atomskim jezgrama te na nuklearne reakcije u zvijezdama. Poznata je Bethe-Weizsäckerova jednadžba (1937.) za cikličke nuklearne procese fuzije u zvijezdama, kao i njegova poluiskustvena jednadžba (1935.) za proračun energije vezanja nukleona u atomskoj jezgri. Polazeći od Kantove kritičke filozofije, Weizsäcker je preispitivao neempirijske, apriorne i subjektivne elemente spoznaje u suvremenoj fizici, poglavito u kvantnoj mehanici. Bio je jedan od istaknutih zastupnika kopenhagenskoga tumačenja kvantne mehanike, koje je dopunio logikom komplementarnosti kao trovrijednosnom logikom istinitoga, lažnoga i mogućega, nasuprot tradicionalnoj logici isključenja trećega. Sa suradnicima je razvio i teoriju pra-objekata (njem. Ur-Objekte) kao najelementarnijih objekata kvantne teorije, no ne kao "fundamentalnih čestica" već kao "fundamentalnih informacija".

## Problem Sunčevih neutrina
Znanstvenike je oduvijek zanimalo odakle silna Sunčeva energija. H. von Helmholtz je prvi pred oko 140 godina pokušao znanstveno protumačiti izvor Sunčeve energije pomoću gravitacije i došao je do spoznaje da bi time energija Sunca trajala najviše oko 30 milijuna godina. Za fizičare 19. stoljeća bilo je to dovoljno, ali ne i za biologe, koji su pokušavali vremenski odrediti nastanak života na Zemlji. Danas je poznato da Sunce zrači energiju već 5 milijardi godina. Tek šezdesetih godina 20. stoljeća je H. A. Bethe uspio zahvaljujući prijedlogu fizičara von Weizsäckera protumačiti proces energije na Suncu. Neutrino je bitan za taj proces dobivanja energije koja kompenzira gravitacijsku energiju i time sprječava gravitacijsko urušavanje (kolabiranje) Sunca. U središtu Sunca, preko složenih lančanih reakcija u takozvanom Sunčevom standardnom modelu (SSM), dolazi do nuklearne fuzije protona u helij. Tim nuklearnim vezanjima bariona pretvara se masa m u energiju E prema poznatoj jednadžbi: 
{\displaystyle E=m\cdot c^{2}}
gdje je: c - brzina svjetlosti. Svake sekunde Sunce kroz taj složeni proces fuzije "izgori" u sekundi gotovo 600 milijuna tona vodika u teže atomske jezgre. Pri tome nastaje Sunčevo svjetlo (fotoni) i Sunčevi neutrini. Neutrino neposredno napusti gusti centar Sunca, dok foton treba 100 tisuća godina dok dođe na površinu koju mi opažamo.
Kroz stalna raspršenja foton izgubi svaku informaciju o središtu Sunca za razliku od neutrina. Na površini Zemlje dobivamo danju i noću preko 60 milijardi Sunčevih neutrina po cm2 u sekundi prema Betheovoj osnovnoj reakciji: 
{\displaystyle \mathrm {p} +\mathrm {p} \rightarrow {}_{1}^{2}\mathrm {H} +\mathrm {e} ^{+}+\mathrm {\nu _{e}} }
gdje je masa deuterija {\displaystyle {}_{1}^{2}\mathrm {H} } manja od mase dvaju protona što odgovara energiji vezanja protona i neutrona u deuterij (defekt mase). 
Zato proučavanje Sunčevih neutrina nije samo test SSM modela, nego dopušta direktno promatranje unutrašnjosti Sunca kod temperature od oko 15 milijuna stupnjeva Celzija. Dnevno svjetlo dolazi s površine Sunca, gdje je temperatura svega 5 505 ºC.
B. Pontecorvo, učenik E. Fermija, je predložio da neutrino može kod apsorpcije u atomskoj jezgri pretvoriti kemijski element s atomskim brojem X u element atomskog broja X+1. Na primjer, izotop klora ({\displaystyle {}_{17}^{37}\mathrm {Cl} }) preko reakcije: 
{\displaystyle \mathrm {\bar {\nu _{e}}} +\mathrm {n} \rightarrow \mathrm {e} ^{-}+\mathrm {p} }
u izotop argona ({\displaystyle {}_{18}^{37}\mathrm {Cl} }). U tom slučaju broj atoma argona mjeri količinu Sunčevih neutrina. Otkriću Sunčevih neutrina pridonio je i mladi radiokemičar Ray Davis u novoosnovanoj grupi za kemiju u Brookhaven National laboratoriju. Kako nije dobio neki određeni radni zadatak, u biblioteci je pokušao naći neki interesantni problem za sebe. Tako je našao prijedlog talijanskog fizičara Pontecorva i odmah je razvio radiokemijski pilot projekt kako pronaći mali broj elemenata argona u tekućini klora. Nakon tog pilot projekta sagradio je ogromni rezervoar od 380 tisuća litara, ispunio ga tekućinom za kemijsko čišćenje perkloroetilenom, koji je bogat s klorom i jakom apsorpcijom neutrina.
Detektor je postavio u rudnik zlata 1 500 metara pod zemljom da bi smanjio utjecaj kozmičke pozadine (eng. background). Davis je razvio preciznu tehniku kako količinski (kvantitativno) izvući nekoliko atoma radioaktivnog argona proizvedenog apsorpcijom neutrina u kloru. Posao je bio vrlo težak, lakše bi bilo naći iglu u plastu sijena. Argon u tekućini klora je bio prvi dokaz Sunčevih neutrina. Svakih mjesec dana je Davis "ulovio" 17 radioaktivnih atoma argona. Nakon 6 mjeseci izmjereni broj atoma nije se podudarao s očekivanim brojem neutrina prema Sunčevom standardnom modelu. Ili je bila kriva SSM teorija ili je Davisov pokus bio pogrešan. Kako su mnogi daljnji pokusi, izvođeni na isti način, pokazali sličan rezultat, došlo se na ideju da su se elektronski neutrini na putu do Zemlje pretvorili u druge vrste neutrina koji ne mogu biti apsorbirani u tim kemijskim pokusima, koji reagiraju samo na νe, a ne na νμ ili ντ.
To otkriće vodilo je daljnjim pokusima. Tako je jedna japanska grupa pod vodstvom fizičara M. Koshiba blizu grada Kamioka u rudniku cinka, oko 600 metara ispod zemlje, sagradila rezervoar od 50 tisuća tona izuzetno čiste vode s 11 146 staklenih fotomultiplikatora, cijevi promjera 50 cm. Način detekcije u ovom pokusu je različit od kemijskih detektora. Detektor s vodom može detektirati sve vrste neutrina. Neutrino u sudaru s molekulama vode stvara razne elementarne čestice s električnim nabojem koji u vodi imaju brzinu veću od brzine svjetlosti u vodi i stvaraju takozvano Čerenkovljevo svjetlo (Čerenkovljevo zračenje) čime otkriju svoj identitet (kod posjeta nuklearnom reaktoru može se u skladištu uranijevih šipki u vodi vidjeti plavo Čerenkovljevo svjetlo kojeg stvaraju elektroni). Svjetlo je registrirano s panoramski raspodijeljenim fotomultiplikatora i izračunat je tip reakcije pomoću računala,čime se moglo identificirati neutrino.
S tim nešto poboljšanim detektorom je jedna japansko-američka grupa objavila 1998. da neutrino mijenja svoj identitet prolazom kroz svemir. Time je otkrivena oscilacija neutrina i pokazano da neutrino ima masu. To je također potvrdila i jedna kanadska grupa. Time je riješen problem manjka Sunčevih neutrina koji dolaze do Zemlje i potvrđen Sunčev standardni model. Davis i Koshiba su za svoja istraživanja Sunčevih neutrina bili nagrađeni Nobelovom nagradom 2002.
Dana 23. veljače 1987. dogodilo se duboko u svemiru nešto što je prostim okom zadnji vidio J. Kepler: zvjezdana, takozvana eksplozija supernove. Pred 180 tisuća godina u susjednoj galaksiji jedna je zvijezda iscrpila fuzioni materijal i time je nestala energija koja je davala otpor vlastitoj gravitaciji. U jednom trenu je nastala urušenjem gravitacijska eksplozija i emitirala energiju preko neutrina i svjetlosti veću od 1000 milijardi višu negoli naše Sunce izrači u godinu dana. Signal od 12 neutrina registrirao je Kamiokande detektor. Istodobno su i druga dva slična detektora u SAD-u registrirala neutrine. Tek nakon 2 sata je stigao i svjetlosni signal (neutrino je kroz svemirsku prašinu brži od svjetla). Time se potvrdilo pokusno predviđanje teorijskih modela o razvoju zvijezda i gravitacijskom kolapsu. Tako se može reći da je 1987. započela neutrinska astronomija izvan naše galaksije!

## Nuklearna energija vezanja
Nuklearna energija vezanja je energija koju je potrebno uložiti kako bi se atomska jezgra rastavila na protone i neutrone. Što je jezgra stabilnija, nuklearna energija vezanja je veća. Izračunana pomoću Einsteinove jednakosti (ekvivalencija mase i energije), koja povezuje energiju i masu, nuklearna energija vezanja jezgre od Z protona i N neutrona iznosi:
{\displaystyle E_{v}\,(Z,N)=[\Delta m]\cdot c^{2}=[Z\cdot m_{p}+N\cdot m_{n}-m(Z,N)]\cdot c^{2}}
gdje je: mp - masa protona, mn - masa neutrona, m(Z, N) - masa atomske jezgre, c - brzina svjetlosti u vakuumu, a Δm - defekt mase. Mjerna jedinica nuklearne energije vezanja jest megaelektronvolt (MeV).
Nuklearna energija vezanja je energija koja drži nukleone (protone i neutrone) na okupu u atomskoj jezgri. Ta energija ima različite vrijednosti za različite jezgre, a raste s porastom atomskog broja (Z). Zbog takve razlike u energiji vezanja, neke su jezgre nestabilne i raspadaju se, pretvarajući se u druge stabilnije jezgre. Učestalost raspada je povezana uz vrijeme poluraspada, koje se određuje kao vrijeme koje je potrebno da se raspadne polovica jezgri nekog uzorka. Vrijeme poluraspada različitih jezgri može imati vrijednosti između dijelića sekunde pa sve do nekoliko milijardi godina.

### Energija vezanja po nukleonu
Energija vezanja po nukleonu je nuklearna energija vezanja podijeljena brojem nukleona. Najmanja je za deuterij ²H (2,23 MeV) i tricij ³H (2,83 MeV), s povećanjem mase atomskih jezgara energija vezanja se, uz neke izuzetke, povećava do željeza 56Fe (8,7 MeV), a za jezgre teže od željeza polagano opada. Energija se oslobađa spajanjem jezgara lakših od željeza i cijepanjem jezgara težih od željeza. Tako na primjer ona za neon-20 iznosi 8,031 MeV, dok za olovo-208 je 7,865 MeV. Iako su ova dva kemijska elementa na različitim stranama periodnog sustava elemenata, nuklearna energija vezanja po nukleonu im je gotovo jednaka.

## Niz ugljik-dušik-kisik
Niz ugljik – dušik – kisik ili CNO niz je jedan od dvije reakcije nuklearne fuzije, kojim zvijezde pretvaraju vodik u helij, a drugi je niz proton – proton. Razlika je kod CNO niza da je kod te nuklearne fuzije potreban katalizator. Teorija tvrdi da su to procesi koji prevladavaju kod zvijezda koji su veće barem 30 % od našeg Sunca. Razlika je u početnim temperaturama, tako za početak p-p niza treba temperatura od 4 000 000 K, dok za CNO niz treba za početak oko 13 000 000 K. Kod CNO niza izlazna energija puno brže raste s povećanjem temperature i kod temperature 17 000 000 K taj proces prevladava u većim zvijezdama od Sunca. Sunce ima temperaturu u jezgri oko 15 700 000 K i samo 1,7 % helija se dobije s CNO nizom.
Kod CNO niza, četiri protona (jezgre vodika) se spajaju, koristeći izotope ugljika, dušika i kisika, stvaraju alfa-čestice, dva pozitrona i dva neutrina. Pozitroni će odmah nestati reagirajući S elektronima, oslobađajuci energiju u obliku gama-čestica. Neutrina koji pobjegnu odmah, odnose i dio energije. Izotopi ugljika, dušika i kisika služe kao katalizatori za veliki broj procesa.

## Djela
Glavna su mu djela: 
- O fizikalnoj slici svijeta (njem. Zum Weltbild der Physik, 1943.),
- Povijest prirode (njem. Die Geschichte der Natur, 1948.),
- Dometi znanosti (njem. Die Tragweite der Wissenschaft, 1964.),
- Jedinstvo prirode (njem. Die Einheit der Natur, 1971.),
- Ugroženi putovi (njem. Wege in der Gefahr, 1976.),
- Izgradnja fizike (njem. Aufbau der Physik, 1985.),
- Vrijeme i znanje (njem. Zeit und Wissen, 1992.),
- Veliki fizičari (njem. Große Physiker, 1999).